# IFS
Az IFS (ejtsd: ájefesz) egy magyar underground hiphop formáció Szegedről.
Az IFS név a tagváltozás miatt már nem a nevek rövidítését jelenti hanem, hogy Igazából Főleg Semmi takarja.

## Az együttesről
Filo és Smile of Hell 2007-ben ismerkedett össze Kecskeméten, FankaDeli stúdiójában. Bár mindketten szegediek, korábban nem ismerték egymást. Hamar szoros barátság alakult ki köztük. Ennek a barátságnak az eredménye, Smile of Hell barátnőjével, Ianaa-val kiegészülve, az IFS formáció.
Az együttes jelenleg[mikor?] aktívan részt vesz a "Szegeden Szabadon 2" projektben, valamint FMaN-nel kiegészülve a Dharmatic formációban. Miután Smile of Hell szakított Ianaa-val, FMaN került a csapatba harmadik tagként. Mivel az IFS a Ianaa, Filo, Smile of Hell rövidítése volt, ezt el kellett hagyniuk és, hogy megmaradjon az IFS, kitalálták rá, hogy Igazából Főleg Semmi. Így picit átalakulva 2010 nyarán hozták a csapat második nagylemezét a Túlórát, amely 16 trekket tartalmaz.

## Tagok
- FMaN
- Filo (Huszár Gábor): rap, szövegírás
- Smile of Hell (Teszáry Péter): rap ének, szövegírás, zenék

## Diszkográfia
| Év   | Album                                                                                        | Közreműködők                    |
| ---- | -------------------------------------------------------------------------------------------- | ------------------------------- |
| 2008 | Éjszakai műszak - Megjelent: 2008. augusztus 30. - Kiadó: Night Child Records - Formátum: CD | FankaDeli a Ketrec című számban |
| 2010 | Túlóra - Megjelent: 2010. július - Kiadó: Aztech Recordz - Formátum: CD                      |                                 |

## Videóklip
Az IFS első videóklipje az Éjszakai műszak albumon található UtcaCsendélet című számból készült. A videót Guba Gergő készítette.
A videóklip és az Éjszakai Műszak album promomixe ide kattintva megtekinthető a YouTube-on

## IFS Reality Show
A Saláta TV-ben megszokott sajátos valóságshow-k nyomán az Éjszakai műszak készítése közben is készültek videófelvételek. Majdnem 40 percben élvezhetitek az IFS tagjainak hétköznapi valóságát, miközben az album teljes anyagába is belehallgathattok.
Az videó megtekinthető egyben a Saláta TV-ben: IFS Reality Show, illetve 4 részletben az IFS YouTube-oldalán

## Külső hivatkozások
- Az IFS oldala a MySpacen
- Filo és Smile of Hell oldala a MySpacen
- Az IFS YouTube-oldala
- A Night Child Records weboldala Archiválva 2020. február 1-i dátummal a Wayback Machine-ben
- SalátaMagazin, magyar hiphop oldal
- Ianaa, Filo, Smile of Hell, valamint az IFS - Éjszakai műszak[halott link] topikja a SalátaMagazin fórumában
- IFS - UtcaCsendélet videóklip
- Szegeden szabadon